# Valvasone Arzene
Valvasone Arzene (IPA: /valvaˈsone ˈard͡zene/, Voleson Darzin in friulano) è un comune italiano di 3 960 abitanti del Friuli-Venezia Giulia.
Il comune è stato istituito il 1º gennaio 2015 per fusione dei territori comunali di Valvasone e Arzene. Essendo stati unificati anche i due centri abitati, già contigui prima della fusione, il nuovo ente non è un comune italiano sparso. Secondo lo statuto, comunque, la sede legale è a Valvasone, ma il consiglio comunale si riunisce nell'ex municipio di Arzene.

## Storia

### Simboli
Lo stemma e il gonfalone del comune di Valvasone Arzene sono stati concessi con decreto del Presidente della Repubblica del 3 febbraio 2017.
Nello scudo sono riuniti gli emblemi dei due comuni che hanno formato la nuova entità: nella parte superiore quello di Arzene e in quella inferiore quello di Valvasone.
Il gonfalone è un drappo di azzurro.

## Monumenti e luoghi di interesse

### Valvasone
- Castello di Valvasone[10], dichiarato monumento nazionale
- Duomo del Santissimo Corpo di Cristo

### Arzene
- Chiesa parrocchiale di San Michele Arcangelo, 1953
- Chiesa di Santa Margherita, 1000 ca.

### San Lorenzo
- Chiesa parrocchiale nuova di San Lorenzo martire, 1952
- Chiesa parrocchiale vecchia della Madonna del Rosario, 1200-1300. Nella chiesa si trova il dipinto della "diavolessa incatenata". L'affresco è stato ritenuto dagli storici di importanza notevole per quanto riguarda la storia della peste del 1348 che afflisse l'intera Europa.

### Altre località
- Monumento alla pace nel mondo, località Majaroff, 1983
- Chiesetta del Majaroff, 2008
- Necropoli antico romana in località Pras di Sora (scoperta nel 1996). Tracce e reperti dell’antichità romana sono emersi anche in località Majaroff.

## Società

### Evoluzione demografica
Abitanti censiti

### Lingue e dialetti
A Valvasone Arzene, accanto alla lingua italiana, la popolazione utilizza la lingua friulana. Ai sensi della deliberazione n. 2680 del 3 agosto 2001 della Giunta della Regione autonoma Friuli-Venezia Giulia, il Comune è inserito nell'ambito territoriale di tutela della lingua friulana ai fini della applicazione della legge 482/99, della legge regionale 15/96 e della legge regionale 29/2007.
La lingua friulana che si parla a Valvasone Arzene rientra fra le varianti appartenenti al friulano occidentale.

## Geografia antropica

### Frazioni
Il centro principale del comune è l'agglomerato urbano costituito dai due nuclei storici di Valvasone e Arzene. Oltre ad esso il comune comprende la frazione di San Lorenzo e le località di Casamatta, Fornasini, Grava, Majaroff, Ponte Delizia, Pozzodipinto, Sant'Antonio, San Gaetano, Sassonia, Tabina e Torricella

## Infrastrutture e trasporti

### Strade
Il comune di Valvasone Arzene è lambito, nella parte meridionale, dalla SS 13 Pontebbana Viene inoltre attraversato dalla SP 1 della Val d'Arzino che lo collega con Casarsa della Delizia e Spilimbergo nonché dalla SP 37 che lo collega a Zoppola

### Ferrovie
Il comune è servito dalla stazione ferroviaria di Casarsa, che dista circa 5 km dal centro di Valvasone. Un tempo Valvasone aveva una propria stazione ferroviaria sulla linea Casarsa - Gemona oggi chiusa al traffico ferroviario (la stazione è stata trasformata in abitazione privata).

## Amministrazione

### Sindaci dal 1995
| Periodo        | Periodo        | Primo cittadino         | Partito                         | Carica  | Note |
| -------------- | -------------- | ----------------------- | ------------------------------- | ------- | ---- |
| 23 aprile 1995 | 13 giugno 1999 | Luigi Bortolussi        | Centro-sinistra (liste civiche) | Sindaco |      |
| 13 giugno 1999 | 13 giugno 2004 | Luigi Bortolussi        | Centro-sinistra (liste civiche) | Sindaco |      |
| 13 giugno 2004 | 7 giugno 2009  | Maurizio Claudio Bellot | Lista civica                    | Sindaco |      |
| 7 giugno 2009  | 25 maggio 2014 | Markus Maurmair         | Lista civica                    | Sindaco |      |
| 25 maggio 2014 | 26 maggio 2019 | Markus Maurmair         | Lista civica                    | Sindaco |      |
| 26 maggio 2019 | 3 aprile 2023  | Markus Maurmair         | Lista civica                    | Sindaco |      |
| 3 aprile 2023  | in carica      | Fulvio Avoledo          | Lista civica                    | Sindaco |      |

### Gemellaggi
- Roquefort, dal 2009